# Marion County, Ohio
Marion County är ett administrativt område i delstaten Ohio, USA, med 66 501 invånare enligt folkräkningen år 2000. Den administrativa huvudorten (county seat) är Marion. 

## Geografi
Enligt United States Census Bureau så har countyt en total area på 1 047 km². 1 046 km² av den arean är land och 1 km² är vatten.    

## Städer och orter i countyt

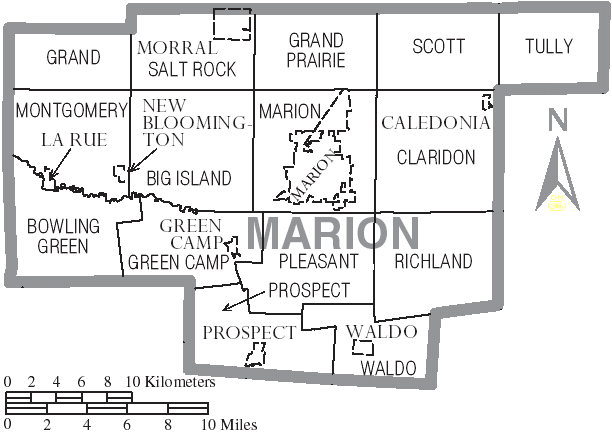
Map of Marion County, Ohio With Municipal and Township Labels

### Städer
- Marion

### Mindre orter
| - Caledonia - Green Camp - LaRue - Morral | - New Bloomington - Prospect - Waldo |

### Townships
| - Big Island - Bowling Green - Claridon - Grand - Grand Prairie | - Green Camp - Marion - Montgomery - Pleasant - Prospect | - Richland - Salt Rock - Scott - Tully - Waldo |

### Icke inkorporerade samhällen
| - Bellaire Gardens - Big Island - Brush Ridge - Centerville - Claridon - Decliff - Espyville | - Kirkpatrick - Lynn - Martel - Meeker - Oak Knoll - Owens - Tobias |

### Angränsande countyn
- Crawford County - nordost
- Morrow County - öst
- Delaware County - söder
- Union County - sydväst
- Hardin County - väst
- Wyandot County - nordväst